# Andrija Matić
Andrija Matić (* 20. April 1996 in Belgrad) ist ein serbisch-deutscher Basketballspieler.

## Werdegang
Matić kam in Belgrad zur Welt, er ist der Sohn von Veselin Matić. Er wuchs teils in Deutschland auf, wo sein Vater als Basketballtrainer tätig war. Andrija Matić spielte Basketball in der Jugend des Pulheimer SC. Nach der Rückkehr nach Belgrad besuchte er dort die Deutsche Schule und spielte 2008/09 für den Nachwuchs des Vereins KK DOK Belgrad, dann für KK Radivoje Korać und für KK Mega Basket Belgrad.
2014 ging Matić in die Vereinigten Staaten, besuchte im Bundesstaat Kalifornien in Vorbereitung auf ein Hochschulstudium die Basketball- und Bildungseinrichtung Future College Prep. Von 2015 bis 2017 war er Student an der American University in Washington, D.C., bestritt für die Basketballmannschaft der Hochschule 47 Partien (2,9 Punkte, 1,8 Rebounds/Spiel). Dort war der frühere Berufsbasketballspieler Mike Brennan sein Trainer. Matić nahm 2017 mit der serbischen Auswahl an der Sommer-Universiade in Taiwan teil. Er erreichte mit Serbien das Halbfinale, Matić kam bei der Veranstaltung zu vier Einsätzen (3,3 Punkte, 3,5 Rebounds je Begegnung).
Matić nahm einen Hochschulwechsel vor, ging von der NCAA in die NAIA und setzte sein Studium von 2017 bis 2019 an der Keiser University in Florida fort. In der Saison 2017/18 brachte er es in 31 Spielen auf 6 Punkte und 5,9 Rebounds je Begegnung, 2018/19 war er mit 17,1 Punkten und 10,3 Rebounds pro Einsatz in beiden Werten innerhalb der Mannschaft der Keiser University führend.
Matić wechselte nach dem Abschluss seines Studiums im Fach Psychologie ins Profilager und wurde vom österreichischen Erstligisten UBSC Graz verpflichtet. Er wurde in der Saison 2019/20 in zehn Ligapartien eingesetzt (9,2 Punkte, 6,8 Rebounds/Spiel). Mitte November 2019 wurde er in Belgrad von einem Fahrzeug erfasst, erlitt einen Unterschenkelbruch und innere Verletzungen. Nach langer Pause in Folge des Unfalls kehrte er im Frühjahr 2021 zum UBSC Graz zurück. Bis zum Saisonende 2020/21 bestritt Matić sieben Ligaeinsätze für Graz (13,7 Punkte, 4,7 Rebounds/Spiel).
Ende Juli 2021 gab der deutsche Zweitliga-Aufsteiger Itzehoe Eagles seine Verpflichtung bekannt. Anfang Januar 2022 wurde der Vertrag in Itzehoe auf Matić' Wunsch hin aufgelöst. Er hatte bis dahin 13 Zweitligaspiele (5,6 Punkte, 3,5 Rebounds/Spiel) für die Norddeutschen bestritten. Kurz nach dem Bekanntwerden seines Weggangs aus Itzehoe vermeldete der österreichische Erstligist Kapfenberg Bulls seine Verpflichtung.
Zur Saison 2022/23 ging er zum Schweizer Nationalligisten Starwings Basket Regio Basel. In der Hauptrunde des Spieljahres 2022/23 bestritt Matić 21 Einsätze für Basel, in denen er im Durchschnitt 15 Punkte sowie 8,8 Rebounds und 4 Korbvorlagen erzielte. Kurz vor dem Beginn des Spieljahres 2023/24 wurde er vom amtierenden deutschen Meister Ratiopharm Ulm verpflichtet und mit einem Dreimonatsvertrag ausgestattet. Eine Fußverletzung gestattete Matić nur einen Pflichtspieleinsatz (im Eurocup) für die Mannschaft. Im Dezember 2023 verließ er Ulm wieder.
Im März 2024 gab er seinen Einstand beim kroatischen Verein KK Dubrava. Anfang September 2024 gab der rumänische Verein CSM Ploiești seine Verpflichtung bekannt.